# گامون ایندیا
گامون ایندیا (انگلیسی: Gammon India) شرکت مهندسی هندی است، که در سال ۱۹۲۲ تأسیس شد.